# Holztrocknung
Als Holztrocknung bezeichnet man Verfahren zum Entzug von Feuchte aus Holz. Man spricht auch von kammergetrocknet oder landschaftlich von ofengetrocknet, in Unterscheidung zu luftgetrocknetem Holz, welches durch abgedecktes Liegen langsam Feuchte verliert.
Durch eine kontrollierte Trocknung können Trocknungsschäden (Rissbildung), sowie Verschalen/Aufschüsseln und Verwerfen des Holzes vermieden werden. Waldfrisches Holz enthält 30–40 % Wasser und wird für die Verwendung auf eine Holzfeuchte von 16 % im Außenraum und rund 8 % in Wohnräumen getrocknet (jeweils auf das Darrgewicht bezogen). Bei der Trocknung von Holz für die Verbrennung zur Energieerzeugung (Brennholztrocknung) steht ein schneller Wasserentzug im Vordergrund, um Verbrennungseigenschaften und Heizleistung des Brennstoffs zu verbessern.
Da Holz hygroskopisch ist, sinkt und steigt die Holzfeuchte auch nach der anfänglichen Trocknung zeitverzögert mit der Luftfeuchtigkeit der Umgebungsluft. Ein beständiges Quellen und Schwinden des Holzes ist die Folge.

## Freilufttrocknung
Die Freilufttrocknung als die ursprünglichste Form der Konvektionstrocknung hat im Bereich der Schnittholztrocknung an Bedeutung verloren. Für die Brennholztrocknung ist sie nach wie vor das am weitesten verbreitete Verfahren. Das zu trocknende Holz wird gegen Niederschläge geschützt bei möglichst ungehinderter Luftzirkulation im Freien gelagert. Die Trocknung erfolgt ohne Fremdenergieeinsatz durch die Verdunstung von Wasser aus dem Holz und durch natürliche Luftbewegung (Wind, Konvektion). Die Freilufttrocknung ist das einfachste und energiesparendste Trocknungsverfahren. Nachteilig kann die relativ lange Trocknungsdauer sein (bei gespaltenem Brennholz vier bis zwölf Monate).

## Technische Trocknung
Die Holztrocknung erfolgt während der Holzverarbeitung entweder durch Freilufttrocknung oder durch technische Trocknung mittels thermischer Verfahren (Verdunstung, Verdampfung) in Trocknern. Weitere Verfahren zur schnellen Trocknung sehr permeabler und daher leicht zu trocknender Hölzer sind die Hochtemperaturtrocknung und die Hochfrequenztrocknung.

### Konvektionstrocknung
Das häufigste Verfahren ist die Konvektionstrocknung, meist in Form der Frischluft-Abluft-Trocknung, bei der das Trocknungsgefälle durch Steuerung der Temperatur, der Strömungsgeschwindigkeit der Trocknungsluft und der relativen Luftfeuchte in der Trocknungskammer geregelt wird. In der „Aufwärmphase“ wird die relative Luftfeuchte zur besseren Wärmeübertragung zunächst auf einem hohen Niveau gehalten, teilweise durch Einsprühen von Wasser in die Trocknungskammer noch erhöht. In der „Trocknungsphase“ wird dann das Trocknungsgefälle an die Holzart angepasst. Die „Konditionierungsphase“ am Ende des Prozesses dient dem Feuchteausgleich innerhalb des Holzes. Eine teilweise Wärmerückgewinnung kann durch Nutzung der bei der Kondensation von Wasserdampf freiwerdenden Kondensationsenthalpie aus der Abluft geschehen.

### Holzvakuumtrocknung
Die kurze Trockenzeit der Vakuumtrocknung und die damit verbundene rasche Verfügbarkeit von Hölzern haben der Vakuumtrocknung auch im Holzsektor einen festen Anwendungsbereich erschlossen. Grundprinzip dieses Verfahrens, das vor allem für Werthölzer und schwer zu trocknende Hölzer zum Einsatz kommt, ist die Druckabhängigkeit des Siedepunktes des Wassers (siehe Dampfdruck). Damit ist eine relativ schnelle Trocknung auch bei niedrigen Temperaturen möglich. Allerdings sind hierbei die spezifischen Eigenschaften des Holzes in Bezug auf seine Feuchteleitfähigkeit (Sorption) zu beachten und die Parameter Druck und Temperatur in geeigneter Weise zu steuern. Die Trocknung findet in einem Druckbehälter statt, in dem ein Unterdruck von 95–150 hPa erzeugt wird.

## Brennholztrocknung

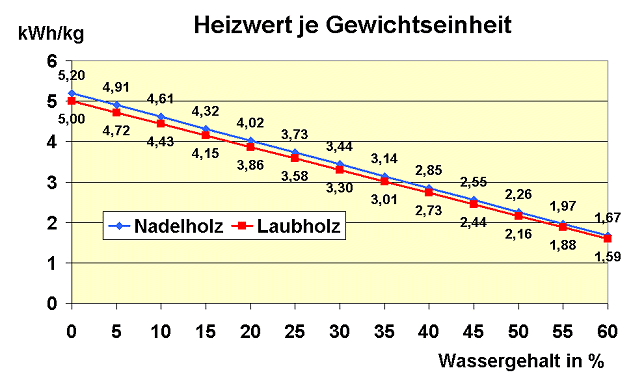

Bei der Brennholztrocknung steht der kostengünstige und energieeffiziente Feuchteentzug aus dem Brennmaterial im Vordergrund – der Heizwert von Brennholz steigt linear bei abnehmendem Feuchtegehalt. Trocknungsschäden spielen dagegen keine Rolle. Aus Kostengründen und um den Umweltvorteil des biogenen Brennstoffs Holz zu erhalten, muss der durch die Trocknung erzielte Energiegewinn bei der Brennholznutzung deutlich höher sein als der Energieaufwand für die Trocknung. Bei der Freilufttrocknung ist der Energieaufwand minimal, der Platzbedarf dafür größer. Bei der Konvektionstrocknung kann der finanzielle Aufwand und die Energienutzung optimiert werden, wenn anderweitig nicht nutzbare Abwärme zur Holztrocknung eingesetzt werden kann. Wird Abwärme aus der Erzeugung von Bioenergie (z. B. Kraft-Wärme-Kopplung bei Biogasanlagen) zur Holztrocknung verwendet, so erhält der Betreiber der Bioenergieanlage eine zusätzliche Vergütung für den eingespeisten Strom (KWK-Bonus) – seit 2009 allerdings nur bei der gewerbliche Trocknung von Hackschnitzeln oder der Trocknung von Sägemehl für die Produktion von Brennstoffpellets. Neben der Kammertrocknung gibt es für Brennholz weitere Verfahren der Konvektionstrocknung (z. B. Trommeltrockner) sowie der Kontakttrocknung (z. B. Schneckentrockner für Holzhackschnitzel).

## Lagerung zum Abbau von Spannungen
Um bei hochwertigen Hölzern die Gefahr einer Rißbildung zu vermindern, sollte die Trocknung entweder besonders langsam oder nach besonderen technischen Verfahren erfolgen, von denen bekannt ist, dass sie zum Abbau der Wuchsspannungen führen.
Traditionell wurden an geschnittenen (Laub-)Hölzern die Schnittkanten mit einer beliebigen dampfdichten Beschichtung (Farbe, Lack, Wachs etc.) versehen, um die Trocknung des Holzes zu verlangsamen und ihm Zeit für den Abbau von Spannungen zu geben.
Zusätzlich wurde dass Holz beim Trocknen eingespannt, z. B. durch die Auflast im Holzstapel, um sich nicht zu verwerfen.
Je nach Holzsorte ist eine mehrjährige Lagerung erforderlich, um Spannungen weitgehend abzubauen. Bei Bohlen wird oft eine Lagerungsdauer von einem Jahr pro Zentimeter Stärke empfohlen.
Dichte Tropenhölzer wie Grenadill sollten beispielsweise 8 Jahre gelagert werden, bevor sie einer höherwertigen Nutzung wie dem Musikinstrumentenbau zugeführt werden.
Bei einer noch längeren Lagerungsdauer als 8 Jahre, vermindert sich die Rissgefahr nicht messbar.